# Jackie Sandler
Jacqueline Samantha „Jackie” Sandler (születési nevén Jacqueline Titone, Coral Springs, Broward megye, Florida, 1974. szeptember 24. –) amerikai színésznő és divatmodell, Adam Sandler felesége.

## Élete
1974. szeptember 24-én született a floridai Coral Springs-ben, olasz származású családban. Szülei Lila és Joseph Titone. Jackie szülei az 1990-es években váltak el.
Debütáló szereplése az 1999-es Apafej című vígjátékban volt. Sandler összesen 36 filmben és televíziós sorozatban játszott. Karrierjét modellként kezdte, és egy ideig Brazíliában dolgozott. Jackie 2003. június 22. óta Adam Sandler színész felesége, akivel az esküvőjük előtt 6 évig járt.  Két lányuk van: Sadie Madison Sandler (szül. 2006.05.06) és Sonny Madeline Sandler (szül. 2008.11.02).

## Filmográfia

### Film
| Év   | Magyar cím                                    | Eredeti cím                              | Szerep                              | Magyar hang         | Rendező             |
| ---- | --------------------------------------------- | ---------------------------------------- | ----------------------------------- | ------------------- | ------------------- |
| 1999 | Apafej                                        | Big Daddy                                | pincérnő                            |                     | Dennis Dugan (1.)   |
| 1999 | Tök alsó                                      | Deuce Bigalow: Male Gigolo               | Sally                               | Bálint Sugárka      | Mike Mitchell       |
| 2000 | Sátánka – Pokoli poronty                      | Little Nicky                             | Jenna                               | Mezei Kitty         | Steven Brill (1.)   |
| 2002 | 8 őrült éjszaka                               | Eight Crazy Nights                       | Jennifer                            |                     | Seth Kearsley       |
| 2003 | Jószomszédi iszony                            | Duplex                                   | csapos                              |                     | Danny DeVito        |
| 2004 | Az 50 első randi                              | 50 First Dates                           | fogorvosnő                          | Bíró Ivett          | Peter Segal         |
| 2006 | Lúzer SC                                      | The Benchwarmers                         | vásárló                             |                     | Dennis Dugan (2.)   |
| 2007 | Férj és férj                                  | I Now Pronounce You Chuck and Larry      | tanár                               |                     | Dennis Dugan (3.)   |
| 2008 | Ne szórakozz Zohannal!                        | You Don't Mess with the Zohan            | Anya a kecskelovaglásra váró sorban |                     | Dennis Dugan (4.)   |
| 2008 | Esti mesék                                    | Bedtime Stories                          | Lady Jacqueline                     |                     | Adam Shankman       |
| 2009 | A pláza ásza                                  | Paul Blart: Mall Cop                     | Victoria's Secret eladó             |                     | Steve Carr          |
| 2010 | Nagyfiúk                                      | Grown Ups                                | Tardio felesége                     | Szilágyi Zsuzsa     | Dennis Dugan (5.)   |
| 2011 | Kellékfeleség                                 | Just Go with It                          | Veruca                              | Györgyi Anna        | Dennis Dugan (6.)   |
| 2011 | Bucky Larson: Született filmcsillag           | Bucky Larson: Born to Be a Star          | Casting igazgató                    |                     | Tom Brady           |
| 2011 | A gondozoo                                    | Zookeeper                                | pincérnő                            |                     | Frank Coraci (1.)   |
| 2012 | Hotel Transylvania – Ahol a szörnyek lazulnak | Hotel Transylvania                       | Martha (hangja)                     | Györgyi Anna        | Genndy Tartakovsky  |
| 2012 | Apa ég!                                       | That's My Boy                            | Masseuse                            |                     | Sean Anders         |
| 2013 | Nagyfiúk 2.                                   | Grown Ups 2                              | Jackie Tardio                       |                     | Dennis Dugan (7.)   |
| 2014 | Kavarás                                       | Blended                                  | Hollywood-i mostohaanya             |                     | Frank Coraci (2.)   |
| 2015 | A pláza ásza Vegasban                         | Paul Blart: Mall Cop 2                   | vonzó hölgy                         | Törőcsik Franciska  | Andy Fickman        |
| 2015 | Pixel                                         | Pixels                                   | Jennifer, az elnök asszisztense     | Pálfi Kata          | Chris Columbus      |
| 2015 | Nevetséges hatos                              | The Ridiculous 6                         | melltartó nélküli nő                |                     | Frank Coraci (3.)   |
| 2016 | Az újrakezdés                                 | The Do-Over                              | Joan                                |                     | Steven Brill (2.)   |
| 2017 | Sandy Wexler                                  | Sandy Wexler                             | Amy Baskin                          |                     | Steven Brill (3.)   |
| 2018 |                                               | The Week Of                              | Lisa                                |                     | Robert Smigel (1.)  |
| 2018 |                                               | Father of the Year                       | Krystal                             |                     | Tyler Spindel (1.)  |
| 2019 | Az utolsó nyarunk                             | The Last Summer                          | Tracey                              |                     | William Bindley     |
| 2019 | Gyagyás gyilkosság                            | Murder Mystery                           | légiutas-kísérő                     | Majsai-Nyilas Tünde | Kyle Newacheck      |
| 2020 |                                               | Deported                                 | riporter                            |                     | Tyler Spindel (2.)  |
| 2020 | A másik Missy                                 | The Wrong Missy                          | Jess                                |                     | Tyler Spindel (3.)  |
| 2020 | Hubie, a halloween hőse                       | Hubie Halloween                          | Tracy Phillips                      | Mezei Kitty         | Steven Brill (4.)   |
| 2022 | A hazai csapat                                | Home Team                                | Beth                                | F. Nagy Erika       | Charles Kinnane     |
| 2022 | A hazai csapat                                | Home Team                                | Beth                                | F. Nagy Erika       | Daniel Kinnane      |
| 2023 | Szélhámos rokonok                             | The Out-Laws                             | Kay                                 | Bálizs Anett        | Tyler Spindel (4.)  |
| 2023 | Ne merészelj eljönni a bát micvámra           | You Are So Not Invited to My Bat Mitzvah | Gabi Rodriguez Katz                 | Zakariás Éva        | Sammi Cohen         |
| 2023 | Leó                                           | Leo                                      | Jayda anyja (hangja)                | Cserna Lulu         | Robert Marianetti   |
| 2023 | Leó                                           | Leo                                      | Jayda anyja (hangja)                | Cserna Lulu         | Robert Smigel (2.)  |
| 2023 | Leó                                           | Leo                                      | Jayda anyja (hangja)                | Cserna Lulu         | David Wachtenheim   |
| 2024 |                                               | Drugstore June                           | Justine Piazzo                      |                     | Nicholaus Goossen   |
| 2025 |                                               | 31 Candles                               | Susan                               |                     | Jonah Feingold      |
| 2025 | Majdnem terhes                                | Kinda Pregnant                           | jógatanár                           | Galiotti Barbara    | Tyler Spindel (5.)  |
| 2025 | Happy, a flúgos golfos 2.                     | Happy Gilmore 2                          | Monica                              | Cserna Lulu         | Kyle Newacheck (2.) |

### Televízió
| Év        | Magyar cím              | Eredeti cím         | Szerep       | Megjegyzések |
| --------- | ----------------------- | ------------------- | ------------ | ------------ |
| 2007      | Férjek gyöngye          | The King of Queens  | Mrs. Kaufman | 1 epizód     |
| 2013      | Egy kapcsolat szabályai | Rules of Engagement | Linda nővér  | 1 epizód     |
| 2014–2015 | Ketten jegyben          | Marry Me            | Fake Pam     | 1 epizód     |
| 2016      | A Goldberg család       | The Goldbergs       | Elaine       | 1 epizód     |
| 2016–2018 | Lazíts, Kevin!          | Kevin Can Wait      | Cindy        | 5 epizód     |
| 2017      |                         | Real Rob            | Mrs. Julie   | 1 epizód     |